# 永暦
永暦（、旧字体：永曆）は、日本の元号の一つ。平治の後、応保の前。1160年から1161年の期間を指す。この時代の天皇は二条天皇。

## 改元
- 平治2年1月10日（ユリウス暦1160年2月18日）：大乱（平治の乱）により改元。
- 永暦2年9月4日（ユリウス暦1161年9月24日）：応保に改元。

## 永暦期におきた出来事
- 元年
  - 6月:平清盛が武士として初めて公卿となる。

## 西暦との対照表
※は小の月を示す。
| 永暦元年（庚辰） | 一月      | 二月 | 三月※ | 四月※ | 五月  | 六月※ | 七月※ | 八月  | 九月※ | 十月  | 十一月 | 十二月※ |
| ---------------- | --------- | ---- | ----- | ----- | ----- | ----- | ----- | ----- | ----- | ----- | ------ | ------- |
| ユリウス暦       | 1160/2/9  | 3/10 | 4/9   | 5/8   | 6/6   | 7/6   | 8/4   | 9/2   | 10/2  | 10/31 | 11/30  | 12/30   |
| 永暦二年（辛巳） | 一月      | 二月 | 三月※ | 四月  | 五月※ | 六月  | 七月※ | 八月※ | 九月  | 十月※ | 十一月 | 十二月※ |
| ユリウス暦       | 1161/1/28 | 2/27 | 3/29  | 4/27  | 5/27  | 6/25  | 7/25  | 8/23  | 9/21  | 10/21 | 11/19  | 12/19   |